# Erlöserkirche (Baku)

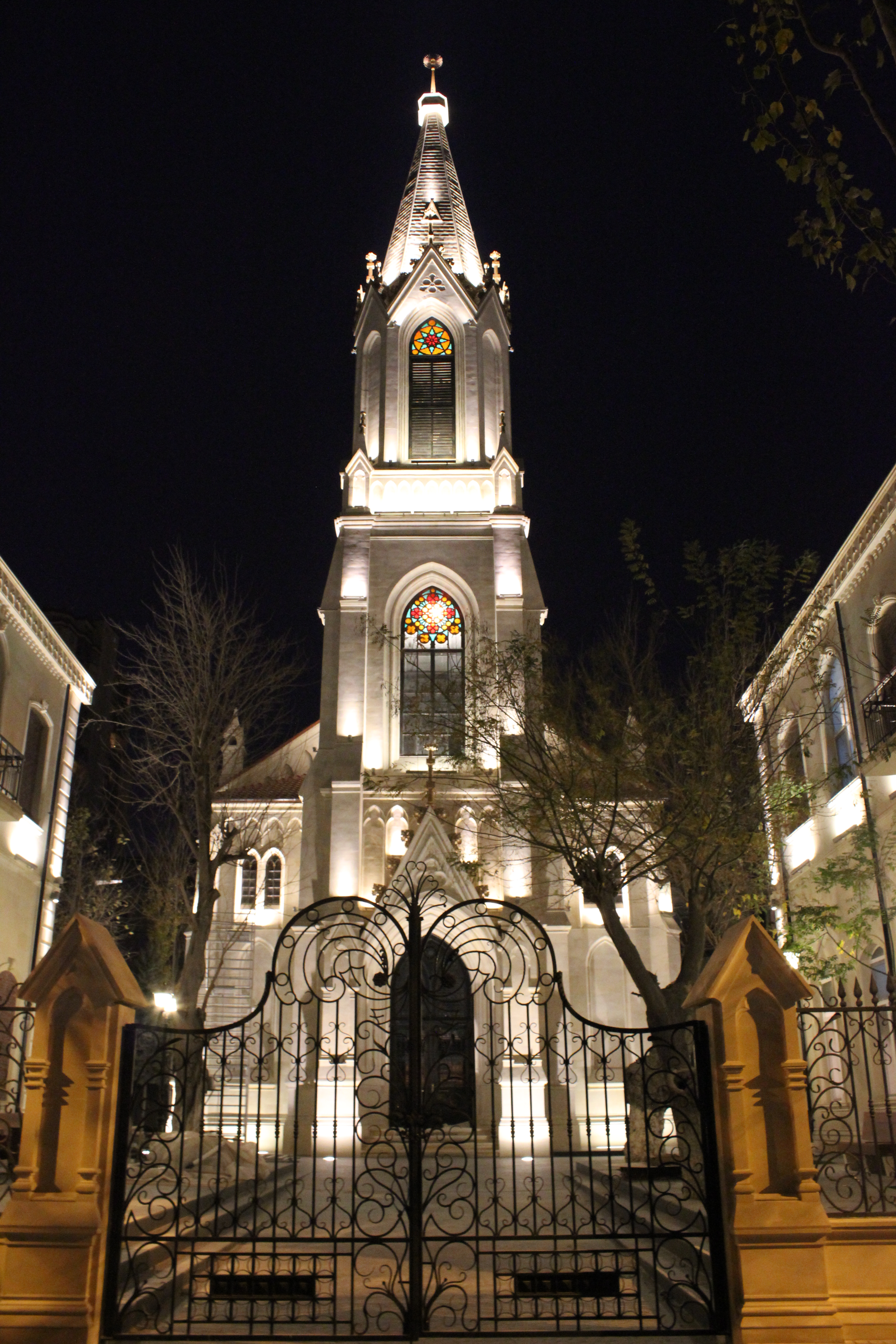
Erlöserkirche Baku

Die Erlöserkirche (aserbaidschanisch Xilaskar Kilsəsi, auch bekannt als die kircha, von deutsch „Kirche“) ist eine ehemalige lutherische Kirche in der aserbaidschanischen Hauptstadt Baku (Straße des 28. Mai), aufgebaut mit Spenden des kaukasiendeutschen Gemeindemitglieds Adolf Eichler und eingeweiht am 14. März 1899. Das Gebäude ist heute eine Konzerthalle des aserbaidschanischen Ministeriums für Kultur und Tourismus.

## Geschichte
Am 30. Januar 1885 wies die Stadtduma das Flurstück von 1400 Quadrat-Saschen (6373 m²) der Kirche zu. Entgegen der Bitten Ortsansässiger, die Kirche ähnlich zu jener in Helenendorf zu gestalten, verwendete Eichler seinen eigenen individuellen Stil. Die Grundsteinlegungs erfolgte am Sonntag, den 21. März 1896 unter der Anwesenheit des Bakuer Gouverneurs Lilejew und des Stadtvorsitzenden Irezki. Auch Emmanuel Nobel, seine Stiefmutter und Ludvig Nobels zweite Frau nahmen an der Zeremonie teil. Auch die Namensweihe der Kirche erfolge zu diesem Zeitpunkt. Am 24. Juni 1898 wurde ein dreizehn-Pud (213 kg) schweres vergoldetes Kreuz auf die Kirche aufgesetzt. Im Frühjahr 1899 wurde eine Kirchenglocke und eine Orgel eingebaut. Die Einweihungszeremonie zog über eintausend Personen an. Der gotische Kirchenstil umfasst ein Portal, gekrönt mit einem dekorierten Giebel. 
Während Aserbaidschans evangelische Gemeinde 1936 aufhörte zu existieren, überlebte das Kirchengebäude die stalinistische Periode. In Petitionen hatte man Josef Stalin versichert, für ihn bis zum Tode zu beten, falls er die Kirche verschonte. Pastor Paul Hamburg und sieben andere Mitglieder der lutherischen Gemeinde wurden gleichwohl am 1. November 1937 durch ein Erschießungskommando hingerichtet.
Am 23. April 1990 veranstaltete die Kirche ihr erstes Orgelkonzert mit Werken Johann Sebastian Bachs. Am 1. Dezember 1996 wurde ein Erinnerungsabend für die Familie Nobel in der Kirche veranstaltet. Von 2001 bis 2010 war die Kirche wegen Renovierungsarbeiten geschlossen.
Nach dieser umfangreichen Renovierung ist die Kirche seit 2010 wieder in Betrieb. Die Evangelisch-Lutherische Erlösergemeinde, die zur Evangelisch-Lutherischen Kirche in Georgien und dem Südlichen Kaukasus gehört, versammelt sich hier wieder sonntäglich zum Gottesdienst. Sie nutzt die Kirche aber nur als Mieter. Sonst unterliegt die Kirche der Philharmonie und wird als Konzert- und Orgelsaal genutzt.